# Симановский, Григорий Алексеевич
Григо́рий Алексе́евич Симановский (1892—1918) — российский революционер, большевик.

## Биография
Григорий Алексеевич Симановский родился в 1892 году. Трудовую деятельность начал наборщиком в типографии Озерского. Печатал революционные листовки. В 1912 году вступил в партию большевиков. В июне 1915 года за революционную деятельность Симановский был арестован, в течение восьми месяцев содержался в Костромской тюрьме, затем был выслан в Самару. Переехав оттуда в Кинешму, он продолжил активно заниматься революционной работой. Летом 1917 года Симановский был мобилизован в армию и направлен на фронт Первой мировой войны, был избран членом полкового комитета.
Участвовал в Октябрьском вооружённом восстании в Москве. После установления Советской власти Симановский был избран членом Костромского горкома РСДРП(б). Впоследствии избирался членом Центрального бюро профсоюзов и заместителем председателя Костромского горсовета. Участвовал в Гражданской войне, будучи комиссаром 1-го Военно-революционного отряда и 1-го Советского полка. Погиб в 1918 году при подавлении Ярославского восстания.

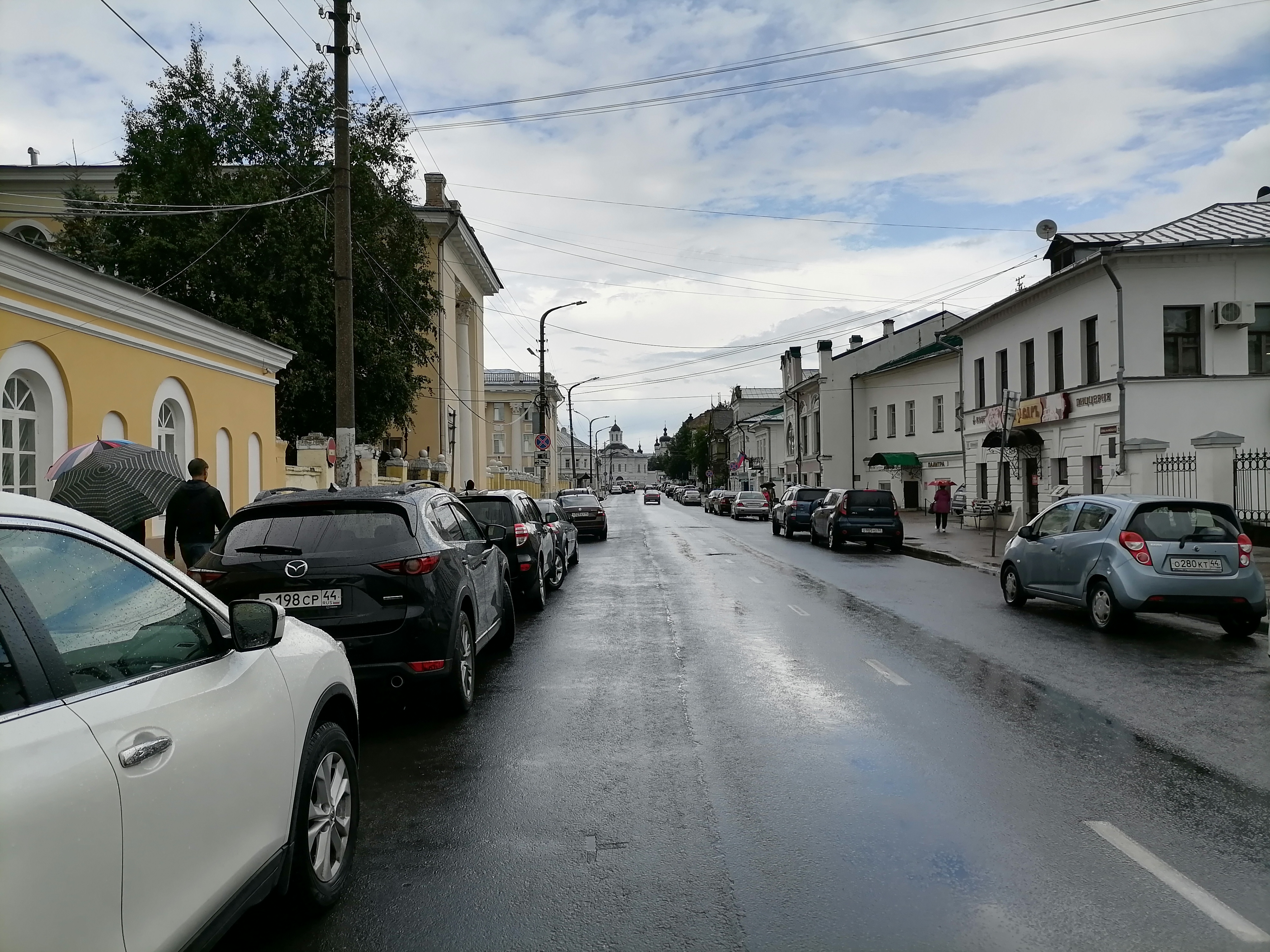
Улица Симановского в Костроме

В честь Симановского названа улица в Костроме.
Отец — революционер Алексей Алексеевич Симановский (1862—1926).